# Szkarłatka królewska
Szkarłatka królewska, papuga królewska (Alisterus scapularis) – gatunek ptaka z rodziny papug wschodnich (Psittaculidae). Występuje w Australii (wschodnie i południowo-wschodnie tereny Queenslandu aż do południowej Wiktorii). Nie jest zagrożony wyginięciem.

## Podgatunki
Wyróżnia się dwa podgatunki:
- A. s. minor – północno-wschodnia Australia (północno-wschodni Queensland).
- A. s. scapularis – wschodnia Australia (północno-środkowy Queensland na południe po południową Wiktorię).

## Charakterystyka

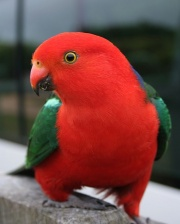
Przód ciała samca

Szkarłatka królewska dorasta do 42–43 cm długości (wraz z ogonem), waży 209–275 g. Samce posiadają czerwone upierzenie głowy, piersi oraz spodu ciała i zielone skrzydła wraz z ogonem. Dziób jest koloru pomarańczowo-czarnego. Samica ma zaś zieloną głowę i piersi oraz czarny dziób. Młode osobniki ubarwieniem przypominają dorosłe samice. Gatunek ten żyje w niedużych grupach z innymi gatunkami papug. Można je napotkać w wilgotnych i gęsto zarośniętych lasach.

## Rozród
Papugi te dojrzewają w wieku około 3 lat. Samica znosi 4–5 jaj i wysiaduje je przez 3 tygodnie. Młode opuszczają gniazdo w wieku 5–6 tygodni.

## Status zagrożenia i ochrona
W Czerwonej księdze gatunków zagrożonych Międzynarodowej Unii Ochrony Przyrody (IUCN) szkarłatka królewska ma status gatunku najmniejszej troski (LC, Least Concern). Liczebność populacji nie została oszacowana, ale ptak ten opisywany jest jako zazwyczaj pospolity. Trend liczebności populacji oceniany jest jako spadkowy ze względu na niszczenie siedlisk. Gatunek ten jest ujęty w II załączniku konwencji waszyngtońskiej (CITES).